# Ernest Świeżawski
Ernest Świeżawski (Ernest Świeżawski-Sulimczyk) (ur. 30 maja 1843 w Bogusłowicach koło Płońska, zm. 26 grudnia 1919 w Zakopanem), historyk mediewista, historyk medycyny.

## Życiorys
Po ukończeniu gimnazjum warszawskiego rozpoczął studia w Szkole Głównej (1862–1866). W latach 1866–1879 uczył w warszawskich szkołach średnich. Po wprowadzeniu przez władzę rosyjskie do szkół średnich języka rosyjskiego jako wykładowego zrezygnował z pracy. Od 1891 był sekretarzem Urzędu Starszych Zgromadzenia Kupców w Warszawie. Był współredaktorem „Biblioteki Warszawskiej”.
Od 1863 r. publikował szereg prac.
Autor:
- Wojny Bolesława Chrobrego z Henrykiem II, 1867;
- Zarys badań krytycznych nad dziejami, historiografią i mitologią do XV wieku, t. 1-3, 1871–1873.
- Epopeja ludowa o Chrobrym i jego Szczerbcu, 1882;
- Esterka i inne kobiety Kazimierza Wielkiego, 1882;
- O Janie Ostrorogu 1884;
- Materiały do dziejów farmacji w dawnej Polsce, z. 1-3, 1882–1887 (wspólnie z K. Vendą);
- Rozmowy o dawnych dziejach, 1886.